# Vladimir Ivanovič Vernadski
Vladimir Ivanovič Vernadski, tudi Volodimir Ivanovič Vernadski (rusko Влади́мир Ива́нович Верна́дский, ukrajinsko Володи́мир Іва́нович Верна́дський), ukrajinski in ruski mineralog ter geokemik, * 12. marec 1863, † 6. januar 1945. 
Velja za enega od ustanoviteljev geokemije, biogeokemije in radiogeologije. Znan je tudi kot ustanovitelj Ukrajinske akademije znanosti (zdaj Nacionalna akademija znanosti Ukrajine). Najbolj je znan po svoji knjigi Biosfera iz leta 1926, v kateri je nehote sodeloval pri popularizaciji pojma 'biosfera', ki ga je zasnoval Eduard Suess iz leta 1885, s hipotezo, da je življenje geološka sila, ki oblikuje Zemljo. Leta 1943 je prejel Stalinovo nagrado.

## Življenje
Vernadski se je rodil 12. marca 1863, v Sankt Peterburgu, Rusko cesarstvo, v družini priseljencev iz Kijeva. Oče je bil rusko-ukrajinski ekonomist Ivan Vernadski, mati glasbena inštruktorica Hanna Konstantinovič. Po družinski legendi je bil njegov oče potomec zaporoških kozakov. Preden se je preselil v Sankt Peterburg, pa je bil v Kijevu profesor politične ekonomije. Njegova mati je bila ruska plemkinja ukrajinskega kozaškega porekla. Vernadski je diplomiral na Sanktpeterburški državni univerzi (1885). Ker je bil položaj mineraloga na Sanktpeterburški državni univerzi prost, in sta pedolog Vasilij Dokučajev in geolog Aleksej Pavlov že nekaj časa poučevala mineralogijo, se je Vernadski odločil za to smer. 20. junija 1888 je iz Švice svoji ženi Nataši napisal:
... "dejstev zaradi sebe, saj mnogi zdaj zbirajo dejstva, brez programa, brez vprašanja za odgovor ali namena, ni zanimivo. Vendar pa obstaja naloga, ki bo nekega dne tiste kemične reakcije, ki so se odvijale na različnih točkah na Zemlji; te reakcije potekajo po zakonih, ki so nam znani, so tesno povezane s splošnimi spremembami, ki jih je Zemlja doživela s splošnimi zakoni nebesne mehanike. Verjamem, da se tu skriva še veliko več, če odkrijemo, če pomislimo na kompleksnost kemičnih elementov in pravilnost njihovega pojavljanja v skupinah" ...
Medtem ko je poskušal najti temo za doktorat, je najprej odšel v Neapelj na študij pri kristalografu Arcangelu Scacchiju, ki je bil takrat že senilen. Scacchijevo stanje je povzročilo, da je Vernadski odšel v Nemčijo na študij pri Paulu Grothu. Vernadski se je naučil uporabljati Grothovo sodobno opremo, ki je vključevala stroj za preučevanje optičnih, toplotnih, elastičnih, magnetnih in električnih lastnosti kristalov. Dobil je tudi dostop do laboratorija za fiziko Leonharda Sohnckeja, ki je v tistem obdobju preučeval kristalizacijo.
Vernadski je sodeloval na prvem splošnem kongresu [zemstov], ki je bil na predvečer revolucije leta 1905 v Petersburgu, da bi razpravljali o tem, kako najbolje pritisniti na vlado o potrebah ruske družbe; postal član liberalne Ustavno-demokratske stranke (KD, ti. Kadeti) in je služboval v parlamentu, odstopil pa je zaradi protesta carja proti Dumi. Služboval je kot profesor in pozneje kot prorektor Moskovske univerze, iz katere je leta 1911 tudi odstopil v znak protesta zaradi reakcionarne vladne politike. Po februarski revoluciji leta 1917 je služboval v komisijah za kmetijstvo in šolstvo začasne vlade in tudi kot pomočnik ministra za izobraževanje.

## Geosfera, biosfera in noosfera
Vernadski je najprej populariziral koncept noosfere in poglabljal idejo o biosferi v pomen, ki ga današnja znanstvena skupnost večinoma priznava. Besedo biosfera je izumil avstrijski geolog Eduard Suess, s katerim se je Vernadski spoznal leta 1911.
V teoriji Vernadskega o razvoju Zemlje je noosfera tretja faza v njenem razvoju, po geosferi (neživi materiji) in biosferi (biološkem življenju). Tako kot je nastanek življenja temeljno preobrazil geosfero, bo tudi pojav človeške miselnosti temeljno preoblikoval biosfero. V tej teoriji sta načela življenja in spoznanja bistvena značilnosti evolucije Zemlje in se morata v njej vse življenje vmešavati. Ta sistemska in geološka analiza živih sistemov dopolnjuje teorijo Charlesa Darwina o naravni selekciji, ki obravnava vsako posamezno vrsto, ne pa njeno povezanost z načelom, ki jo obdaja.
Vizionarski izreki Vernadskega na Zahodu niso bili široko sprejeti, vendar je bil vseeno eden prvih znanstvenikov, ki je ugotovil, da kisik, dušik in ogljikov dioksid v Zemljini atmosferi izhajajo iz bioloških procesov. V dvajsetih letih dvajsetega stoletja je objavil dela, v katerih trdi, da bi živi organizmi lahko planete preoblikovali enako kot vsaka fizična sila. Vernadski je bil pomemben začetnik znanstvenih podlag okoljskih ved.

## Ostale zasluge
Vernadski je bil član ruske in sovjetske akademije znanosti od leta 1912 in ustanovitelj ter prvi predsednik Ukrajinske akademije znanosti v Kijevu (1918). Bil je ustanovitelj Ukrajinske nacionalne knjižnice in je tesno sodeloval z Tavridško univerzo na Krimu. Med rusko državljansko vojno je gostil zborovanja mladih intelektualcev, ki so pozneje ustanovili gibanje proevrazijsko gibanje med tamkajšnjimi izseljenci iz Sovjetske zveze.
V poznih tridesetih in zgodnjih štiridesetih letih dvajsetega stoletja je igral zgodnjo svetovalno vlogo pri sovjetskem projektu atomske bombe, zagovarjal izkoriščanje jedrske energije, spodbujal raziskovanje sovjetskih virov urana in raziskave jedrske cepitve na Radijskem inštitutu. Umrl je, preden se je lotil celotnega projekta.
V verskem pogledu je bil Vernadski ateist. Zanimali pa ga je hinduizem, mdr. Rigveda.
Vernadskijev sin George Vernadsky (1887–1973) je emigriral v ZDA, kjer je izdal številne knjige o srednjeveški in moderni ruski zgodovini.
Narodna knjižnica Ukrajine, Nacionalna univerza Tavrida na Krimu in številne ulice ter drevoredi v Ukrajini in Rusiji so poimenovani v čast Vladimirja Vernadskega.
Unesco je na Moskovski državni univerzi, 23. in 25. oktobra 2013, v čast 150. rojstnega dne Vernadskega sponzoriral mednarodno znanstveno konferenco "Globalistics-2013".

## Zapuščina
- Vernadskova državna knjižnica - glavna akademska knjižnica v Ukrajini

- Ukrajinska antarktična raziskovalna baza Vernadski

- Tavrida National V.I. Univerza Vernadski, univerza v Simferopolu

- Inštitut za geokemijo in analitično kemijo Vernadskega, raziskovalna ustanova Ruske akademije znanosti

- Vernadskijev državni geološki muzej - najstarejši muzej v Moskvi

- Pogorje Vernadski - gorovje na Antarktiki in je podaljšek gorskega pogorja Gamburtsev

- Bulvar akademika Vernadskega - ulica v Kijevu

- Vulicja Petra Zaporožje (v letih 1961–1963 vulicja akademika Vernadski) - ulica v Kijevu

- Vernadskij (krater), lunarni krater

- 2809 Vernadski, asteroid

25. oktobra 2019 je Narodna banka Ukrajine dala v obtok bankovec v višini 1000 griven s portretom Vernadskega.

## Izbrana dela
- Geokemija (rusko: Геохимия, angleško: Geochemistry), [1924]

- Biosfera (rusko: Биосфера, angleško: The Biosphere), [1926]

- Eseji o geokemiji in biosferi (rusko: Очерки геохимии и биосферы, angleško: Essays on Geochemistry & the Biosphere), tr. Olga Barash, Santa Fe, NM, Synergetic Press, ISBN 0-907791-36-0, 2006